# Хватков, Николай Дементьевич
Николай Дементьевич Хватков (1866—?) — крестьянин, депутат Государственной думы Российской империи I созыва от Нижегородской губернии.

## Биография
По вероисповеданию старообрядец. Из крестьян села Корсаково Ичалковской волости Княгининского уезда Нижегородской губернии. Получил начальное образование. Был владельцем красильни, где окрашивались ткани. Внепартийный. Занимался земледелием на надельной земле, частично на арендованной.
14 апреля 1906 избран в Государственную думу Российской империи I созыва от съезда уполномоченных от волостей Нижегородской губернии. При избрании крестьяне его напутствовали: «Ну, смотри, Николай Дементьевич, защищай, отстаивай в Думе наши мужицкие интересы». Хватков благодарил и со слезами на глазах отвечал, что он, не жалея жизни, будет оберегать интересы деревни.
В думские фракции не вступил, остался беспартийным. Поставил свою подпись под заявлением депутатов-крестьян о необходимости отложить обсуждение ответного адреса Государственной Думы на тронную речь императора, чтобы лучше подготовиться к рассмотрению этого вопроса. Участвовал в прениях по аграрному вопросу.
В июле 1906 после роспуска Государственной Думы его дом сожгли черносотенцы.
Дальнейшая судьба и дата смерти неизвестны.

### Рекомендованные источники
- Российский государственный исторический архив. Фонд 1278. Опись 1 (1-й созыв). Дело 74. Лист 7; Фонд 1327. Опись 1. 1905 год. Дело 141. Лист 85 оборот; Дело 143. Лист 86 оборот.